# Corral de Barrancos
Corral de Barrancos es una localidad del estado mexicano de Aguascalientes. Es parte del municipio de Jesús María.

## Demografía
| Gráfica de evolución demográfica |
|                                  |

| Censo | Población |
| ----- | --------- |
| 1910  | 356       |
| 1921  | 376       |
| 1930  | 398       |
| 1940  | 450       |
| 1950  | 512       |
| 1960  | 762       |
| 1970  | 638       |
| 1980  | 735       |
| 1990  | 1 869     |
| 2000  | 2 496     |
| 2010  | 3 158     |
| 2020  | 3 935     |